# Pedro Carrillo y Acuña
Pedro Carrillo y Acuña (Tordómar, 22 de febrero de 1595 - Santiago de Compostela, 17 de abril de 1667) fue un eclesiástico y jurisconsulto español, catedrático en Valladolid, presidente de la Chancillería, obispo de Salamanca, arzobispo de Santiago y gobernador de Galicia. 

## Biografía
Hijo de Diego Carrillo de Acuña y Catalina de la Bureba, señores de la casa y torre de los Carrillos, estudió Gramática en el colegio de los jesuitas de Burgos y Artes en el de San Ambrosio de Valladolid, Leyes en la Universidad de Sigüenza y Cánones en la de Valladolid, en la que posteriormente fue catedrático. 
Ordenado presbítero hacia 1630, fue canónigo y penitenciario de la catedral de Valladolid, provisor, vicario general del obispo Juan de Torres Osorio, juez del tribunal de la Inquisición y auditor y juez mayor de Vizcaya en la Chancillería de Valladolid.
Presentado por el rey Felipe IV, en 1633 se trasladó a Roma para desempeñarse como auditor del Tribunal de la Rota y referendario del Tribunal Supremo de la Signatura Apostólica, en tiempos del papa Urbano VIII.  Durante su estancia de diez años en la Santa Sede recibió varias prebendas, entre ellas un canonicato en Cuenca, otro en Burgos, la maestrescolía de Plasencia y un arcedianato en Briviesca.
De regreso en España, en 1645 fue nombrado presidente de la Chancillería de Valladolid, cargo que desempeñó hasta 1649.  El año anterior fue nombrado obispo de Salamanca; recibió la consagración episcopal de manos del obispo de León Bartolomé Santos, asistido por el de Valladolid Juan Merino y por el de Burgos Francisco Manso.
En 1655 fue promovido al arzobispado de Santiago de Compostela.  
Eran los tiempos de la guerra con Portugal, y entre octubre de 1661 y noviembre de 1663 ofició también como gobernador interino y capitán general de Galicia.
Muerto en 1667 a los setenta y dos años de edad, fue sepultado en la  capilla del Cristo de Burgos de la Catedral de Santiago de Compostela, donde todavía se conserva su estatua orante.  Dejó escrita una recopilación de procesos judiciales de la Rota titulada Decisiones Sacrae Rotae Romanae, publicada en Lyon en 1665.